# Maykel Galindo
Maykel Galindo   (Villa Clara, 28 de gener de 1981) fou un futbolista cubà de la dècada de 2000.
Fou 35 cops internacional amb la selecció de Cuba.
Pel que fa a clubs, destacà a Villa Clara, Seattle Sounders i Chivas USA.